# Ingeconser
Ingeconser corresponde al acrónimo Ingeniería, Construcción y Servicios, grupo constructor e inmobiliario español, formado por un conjunto de empresas de capital andaluz. Fundado en 1998 tiene su sede central en Málaga y cuenta con delegaciones en Sevilla, Argentina (Buenos Aires) y Brasil (Fortaleza).  En 2007, el grupo tuvo una facturación consolidada de 113 millones de euros, de los cuales 70% del negocio procede de la actividad de Construcción y el 30% al área inmobiliaria.

## Actividad
Bajo su división de construcción, Ingeconser ejecuta proyectos para empresas del grupo y para terceros y su actividad abarca desde la edificación residencial, edificios corporativos y rehabilitación hasta obra civil. 
Dentro de esta actividad Ingeconser ha construido desde su creación 7000 viviendas de distinta tipología, 6 centros comerciales, urbanizaciones y edificios corporativos en Andalucía, Comunidad de Murcia y Comunidad Valenciana. Ingeconser también construye edificaciones corporativas y edificios de oficinas. Ha sido la constructora del Centro Tecnológico Palmas Altas, sede  de Abengoa en Sevilla.

## Progresión
Desde el año 2004, Ingeconser ha abordado su expansión internacional hacia Brasil y Argentina. En estos países, el grupo tiene en construcción 5.500 viviendas, oficinas, locales y hoteles con zonas deportivas en Fortaleza en el estado brasileño de Ceará así como en Buenos Aires, Rosario y Santa Fe en Argentina.
En 2012 Ingeconser presentó solicitud de declaración de concurso de acreedores. Las deudas que acumula la promotora ascendería, inicialmente, a unos 57 millones de euros. El concurso fue calificado como voluntario y el número de acreedores se cifró en torno a los 900.
En 2013 obtiene la mayoría necesaria, entre los acreedores, para sacar adelante un plan de pagos, que establece una quita del 50% del importe de los créditos y una espera de siete años, y evitar que Ingeconser fuera a liquidación.
En 2015, el gobierno santafesino firmó un convenio con la firma Ingeconser, a través de su delegación argentina, que será la encargada del desarrollo y puesta en funcionamiento del primer parque eólico de alta potencia de la provincia, el cual generará 25 megavatios, y demandará una inversión que se estima de 50 millones de dólares.

## Asociados
Ingeconser ha establecido una política de  alianzas estratégicas (manteniendo siempre una participación igual o superior al 50%) con entidades bancarias como Caixa Galicia, la Caja de Ahorros de la Inmaculada de Aragón (CAI) y empresas nacionales e internacionales. 
Las empresas que configuran el grupo son:
Ingeconser S.A.: Sociedad cabecera, engloba la totalidad de la división de construcción del grupo, su negocio principal es la ejecución  de obras para terceros y para otras sociedades del grupo.
Ingeconser do Brasil: Sociedad brasileña perteneciente 100% al Grupo es la que centraliza todos los desarrollos inmobiliarios que el grupo está acometiendo en Brasil.
Ingeconser de Argentina: Sociedad argentina perteneciente 100% al Grupo, es la que centraliza todos los desarrollos inmobiliarios que el grupo está ejecutando en Argentina.
Ingalix: Sociedad participada al 50% entre Ingeconser y  Caixa Galicia. El objetivo de esta alianza es llevar a cabo proyectos inmobiliarios de gama alta en emplazamientos de referencia de toda la geografía española.
Incipia: Sociedad participada de forma mayoritaria por el grupo Ingeconser junto con Caja de Ahorros de la Inmaculada de Aragón (CAI). Esta sociedad está desarrollando proyectos inmobiliarios de alta gama en el sur de España.
Momentia: Sociedad participada de forma paritaria por Ingeconser y H.L.1. constituida con el objetivo de ejecutar grandes proyectos inmobiliarios tanto terciarios (centros comerciales) como residenciales, ubicados en España y el extranjero.
Pétalo Parque Empresarial y Tecnológico: Sociedad constituida para el desarrollo del Parque Empresarial y Tecnológico del Aljarafe "Loreto", en Sevilla.

## Órganos de Gobierno

### Consejo de Dirección
Está compuesto por 5 miembros:
| Cargo                                  | Consejero                  |
| -------------------------------------- | -------------------------- |
| Director general                       | José Enrique Aimar Carlini |
| Directora financiera                   | María José Ruiz Fusz       |
| Director de Construcción Internacional | Marwane Benaissa           |
| Director de Compras                    | Juan Antonio Terrón        |
| Director jurídico                      | Miguel Díaz Poza           |